# Ellis Samuel Ato
Ellis Samuel Ato (Saltpond, 1989. április 29. –) ghánai-magyar labdarúgó

## Pályafutása
Ellis Samuel Ato 1989 áprilisában született Ghánában. Rövid ideig a Heart of Lions utánpótlás-csapatában játszott és ismerkedett meg a labdarúgás alapjaival. 2007 júliusában a magyar Kaposvári Rákóczi igazolta le. Az első fordulóban az MTK Budapest elleni 3–1-es sikerben a kispadon volt, majd a Paks ellen a 69. percben állt be csereként az NB I harmadik játéknapján. 2009 februárjában a Kaposvár második számú csapatához, a Nagyberkiben található Kaposvölgyéhez irányították át.
2009. augusztus 29-én a nyári átigazolási időszakban innen szerződött a Győri ETO II. csapatához. Az NB II – Nyugati csoportjában 17 meccsen egyszer volt eredményes, pont a KVSC ellen, amellyel 1–0-ra nyerték az összecsapást. 2010-ben visszatért Kaposvölgyére egy rövid időszakra, ugyanis a klub 2011 végén anyagi gondok miatt hivatalosan is megszűnt.
Még a télen megállapodott a Pécsi MFC gárdájával. Itt csupán egy hivatalos mérkőzésen kapott szerepet, a 26. fordulóban korábbi klubja, a Kaposvár elleni 1–0 során. Az idény nagy részében ugyanis kölcsönben volt a Kozármislenynél. 
2012-ben a magyar harmadosztályú Dunaújváros PASE igazolta le. Többször is kezdőként nevezték a keretbe. November 11-én duplázni tudott a Tolnai VFC elleni fölényes, 8–0-s diadalban. 2014. augusztus 15-én lett hivatalos, hogy a Pest megyei első osztályban szereplő Nagykőrösi Kinizsi játékosa lett. Első góljait bemutatkozó mérkőzésén, a Százhalombatta ellen jegyezte. Egy szezon után távozott és a Baranya megye Szigetvárra költözött, akikkel kiesett az megye kettőbe, büntetőpontok miatt is. Egy idény után a Toponár igazolta le. 
2017. augusztus 2-án megállapodott a Tamási 2009 FC-vel. Október 14-én a 89. percben betalált a Bonyhád ellen, amivel 3–2-re győztek. 2019 augusztusában, felesége révén megkapta a magyar állampolgárságot. Három és fél évig meghatározó személyisége volt az egyesületnek, melynek színeiben összesen 81 fellépésen, 24-szer volt eredményes. 
2021 telén igazolt el és egy kis község helyi csapatánál, a Somogysárd SE-nél kezdett játszani. A 2021–22-es MOL Magyar Kupára főtáblájára tudtak kvalifikálni, azonban az első főtáblás összecsapáson a Nagykanizsa ellen vereséget szenvedtek és kiestek.

## Sikerei, díjai

### Klubcsapatokban
Pécsi MFC
- Magyar másodosztály: 2010–11

Kozármisleny
- Magyar másodosztály ezüstérmes: 2011–12

Dunaújváros PASE
- Magyar másodosztály ezüstérmes: 2013–14

Tamási 2009 FC
- Tolna megyei első osztály bronzérmes: 2018–19[18]